# Trädgården, Mölndal
Trädgården är en stadsdel i centrala Mölndal belägen i västra delen av kommundelen Östra Mölndal (motsvarande Stensjöns distrikt) i Västra Götalands län.

## Historia
Inom området har påträffats två boplatser från stenåldern. År 1883 påträffades i ett potatisland på Störtfjällets sluttning en silverskatt med silvermynt och smycken från vikingatiden, det senaste myntet präglat år 1042.
Hemmanet Trädgården låg där trapporna från Störtfjällsgatan till Kvarnbyvallen går och boningshuset hade adressen Trädgårdsgatan 16. Gårdsnamnet är belagt sedan år 1565. Ytterligare två gårdar, vilka avsöndrats från Trädgården, låg i området.
Hemmanet Trädgårdens ägor sträckte sig från mitten av Kvarnbyskolans gård i söder till Södra Liden i norr och begränsades i väster av Mölndalsån. Gårdens utmarker sträckte sig upp till Enerbacken, Ormås, Stensjön och Rådasjön.
Bebyggelsen längs Trädgårdsgatan växte fram under 1800-talet och benämndes Roten G, vilken sträckte sig från Allén och norrut. Områdesnamnet Trädgården tillkom år 1888 och år 1926 stadfästes namnet Trädgårdsgatan och området runt denna komma att räknas till stadsdelen Trädgården. Dock ingick inte utmarkerna i stadsdelen.
Boningshusen uppfördes främst öster om Trädgårdsgatan, huvudsakligen till följd av att det var fast mark där och att jordbruksmarken i väster kunde sparas. I början av 1870-talet omfattade området 28 fastigheter, vilka till 1930-talet ökat till 74.
Mölndals första apotek tillkom år 1873 och var beläget vid Trädgårdsgatan 8 och ett missionshus uppfördes år 1875. Det senare användes som missionskyrka fram till 1985, blev därefter teaterhus och byggdes under åren 1999–2000 om till bostäder. I slutet av år 1908 stod Mölndals första Folkets hus klart vid Trädgårdsgatan 3.
Området har förändrats under senare delen av 1900-talet. I Trädgårdsgatans södra del uppfördes flerfamiljshus i kvarteret Silverskatten, vilka var inflyttningsklara 1990. Den södra delen av gatan bytte år 1987 namn till Störtfjällsgatan.

## Trädgårdsskolan och Kvarnbyskolan

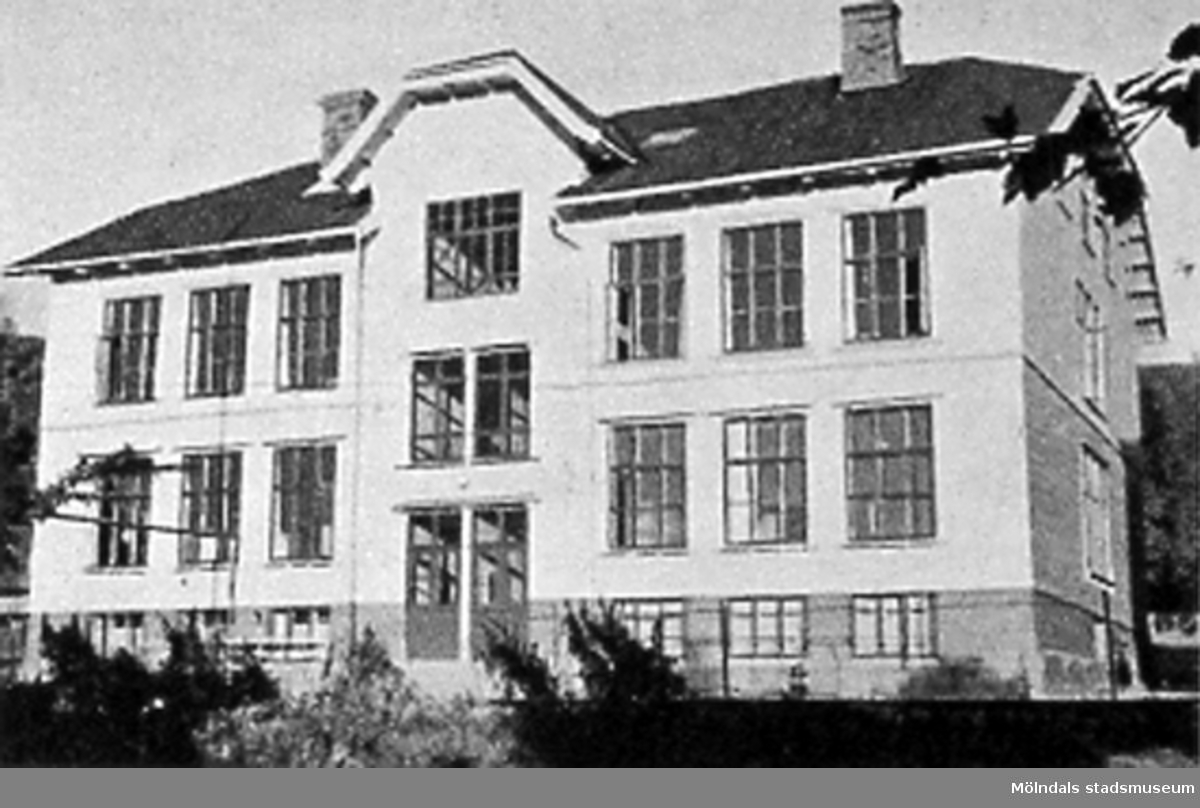
Trädgårdsskolan.

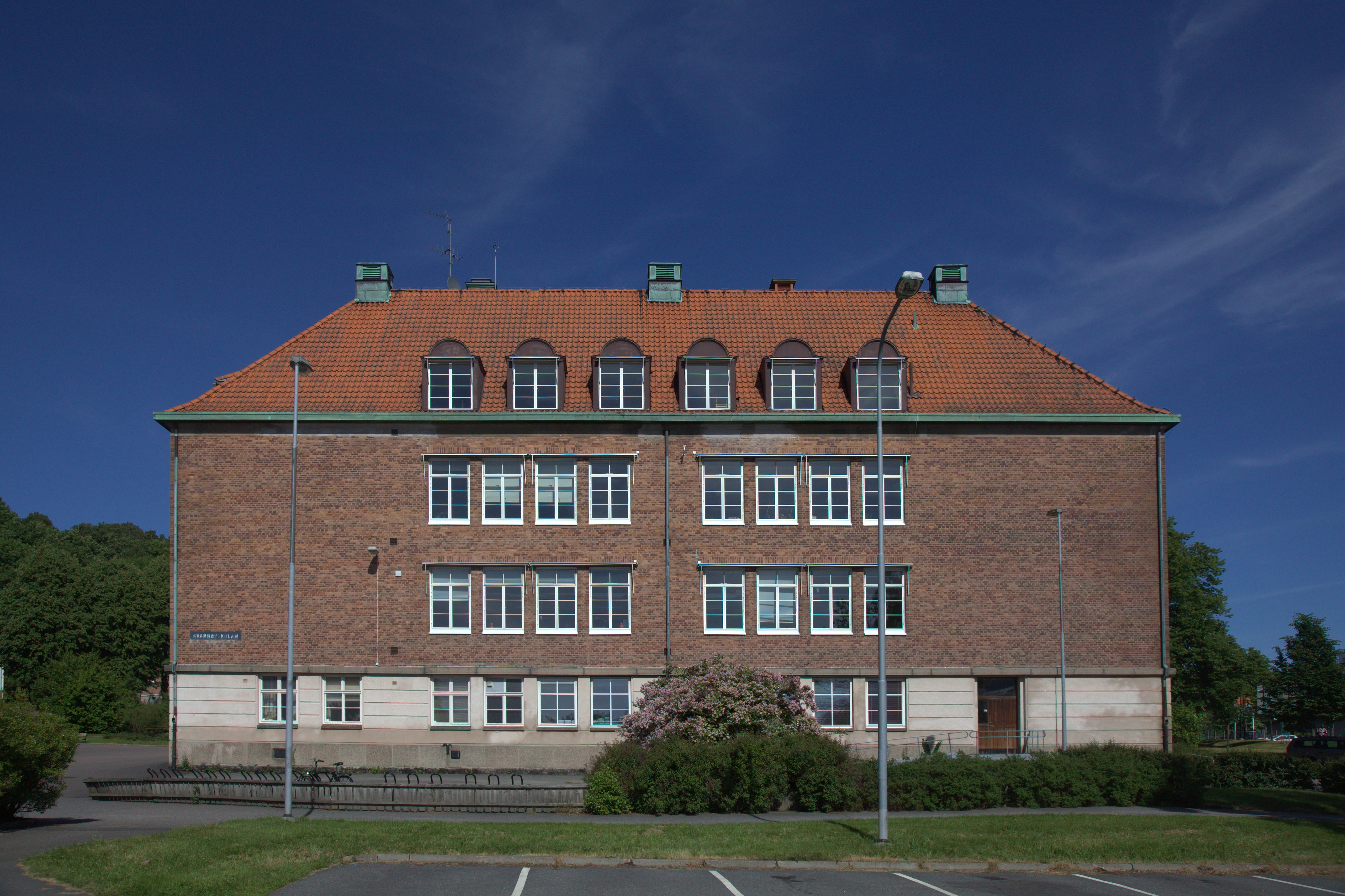
Kvarnbyskolan.

Trädgårdsskolan (Träskolan) invigdes år 1900 och hade åtta skolsalar, var och en rymmande 60 elever. Byggnaden revs år 1986.
Intill Trädgårdsskolan uppfördes Centralskolan, senare namnändrad till Kvarnbyskolan. Den uppfördes av byggmästare Karl Alberts efter ritningar av arkitekterna Harald Olsson och Rudolf Lange. Skolan inrymde en kommunal badinrättning och gymnastiksal och invigdes den 4 mars 1925. Planer på en ny skola hade börjat diskuteras år 1916 och byggandet påbörjades år 1923. Skolan hade 26 salar förutom specialsalar, materialrum och skolexpedition. Den inrymde även en vaktmästarbostad.

## Nya torget
Väster om Kvarnbyskolan anlades Nya torget år 1925. Intill torget uppfördes år 1937 en saluhall och på 1960-talet byggde Konsum ett tillfälligt varuhus där. Den sista april 1973 stängde saluhallen och torghandeln flyttade till Uddängen den 25 januari 1974.

## Offentliga verksamheter
Mölndals brandstation, ritad av arkitekten John Eliasson och belägen norr om Kvarnbyskolan, invigdes den 27 augusti 1955.
Den 21 mars 1977 flyttade Bohusläns Allmänna Försäkringskassa in i nya lokaler vid Torggatan och den 29 augusti 1984 flyttade polisen, skattemyndigheten och åklagarmyndigheten in i det nyuppförda polishuset vid Torggatan.
Bygget av Riksbankens nya regionkontor påbörjades år 1993 och inflyttning skedde den 16 oktober 1995.